# Martin Edwards
Charles Martin Edwards (Adlington, Inglaterra; 24 de julio de 1945) fue el presidente del Manchester United desde 1980 hasta 2002. Ahora ocupa el cargo de presidente honorario vitalicio en el club y es director de Inview Technology Ltd.

## Biografía

### Educación
Edwards nació en Adlington, Cheshire, Inglaterra. A los trece años, reprobó el examen de ingreso para la Stowe School, la primera elección de sus padres, en cambio fue a Cokethorpe. Se retiró en 1963 con seis niveles O.

### Manchester United
Fue elegido miembro de la junta directiva del Manchester United en marzo de 1970. Se convirtió en presidente el 22 de marzo de 1980 tras la repentina e inesperada muerte de su padre Louis el 25 de febrero, quien había sido presidente durante los últimos 15 años. Cuando la Football Association  votó para permitir que los clubes de fútbol tuvieran un director pagado, el 5 de enero de 1982 se convirtió en Director Ejecutivo y se pagó a sí mismo un salario anual de £ 30,000.
Durante la temporada en la que Edwards asumió el cargo de presidente, el United terminó como subcampeón de la Football League First Division por detrás del Liverpool, no fue un mal resultado ya que no habían ganado el título de la liga desde 1967 y no había ganado ningún trofeo importante en las tres temporadas de la gestión de Dave Sexton. Al final de la temporada 1980-81, el United terminó octavo en liga luego de siete victorias consecutivas al final de la temporada. Sexton esperaba que se le ofreciera un nuevo contrato de tres años, pero el acuerdo nunca se firmó y Edwards lo despidió luego de cuatro temporadas sin trofeos como entrenador.
Edwards comenzó la búsqueda de un nuevo mánager. Se habló de que nombraría a Lawrie McMenemy, quien había guiado al Southampton a una sorprendente victoria sobre el United en la final de la FA Cup cinco años antes, como sucesor de Dave Sexton. También se rumoró que el United estaba interesado en reclutar a Brian Clough, campeón de un título de liga y dos veces ganador de la Copa de Europa con el Nottingham Forest, pero Edwards insistió en que no se acercaría a Clough. En su lugar, se dirigió a Ron Atkinson, cuyo impresionante equipo del West Bromwich Albion se había clasificado para la Copa de la UEFA tres veces en cuatro temporadas con los cinco mejores resultados en liga, llegando a los cuartos de final en una ocasión. Atkinson insistió en su biografía futbolística publicada en 1999 en que Edwards era el mejor presidente para el que trabajó, y aceptó la oferta, y poco después de contratarlo, Edwards puso los fondos a disposición de Atkinson para traer al mediocampista del Albion, Bryan Robson, por una suma de £ 1,5 millones. Este transferencia mantuvo el récord nacional ininterrumpido por los clubes ingleses durante seis años, y Robson se convirtió en uno de los mejores jugadores de la historia del club.
Atkinson guio a los Red Devils a dos campeonatos  de FA Cup —la primera en 1983 y la segunda en 1985—, pero en la temporada 1985-86, el United se desvaneció terminando en cuarto lugar después de un comienzo fantástico de 10 victorias consecutivas en liga, y las especulaciones sobre su futuro iban en aumento.
En 1983, Edwards comenzó a buscar colegas más jóvenes para presentar a la junta de clubes. Sir Matt Busby había sido nombrado presidente del club y Michael Edelson fue designado para reemplazarlo, seguido en junio de 1984 por la adición del abogado del club Maurice Watkins y la leyenda del club Bobby Charlton.
En el verano de 1986, Edwards generó £ 2.3 millones —una tarifa récord que involucraba a un club británico, aunque el récord de Robson establecido en 1981 aún no había sido superado por un club británico— por la venta del delantero Mark Hughes al Barcelona de España.
El 4 de noviembre de 1986, el United se encontraba en la parte baja de la First Division y esa noche fue eliminado de la Copa de la Liga con una derrota por 4 a 1 en Southampton. Al día siguiente, la junta directiva se reunió en la oficina de Edwards en Old Trafford y se decidió que se debía hacer un cambio de entrenador. La decisión unánime fue ver Sir Alex Ferguson, entonces mánager del Aberdeen de la liga escocesa. Según la autobiografía de Ferguson, recibió una llamada telefónica en su oficina en Pittodrie de un hombre con acento escocés. Posteriormente descubrió que este era el director del Manchester United, Michael Edelson, quien le preguntó a Ferguson si estaría interesado en conocer a Edwards. Tras una breve discusión, Edwards se puso en contacto con el presidente del Aberdeen, Dick Donald, y el consejo de cuatro hombres del United condujeron inmediatamente para encontrarse con Ferguson a medio camino entre las dos ciudades en Glasgow. Las negociaciones concluyeron rápidamente y, 72 horas después, Ferguson fue presentado como mánager del Manchester United.
En 1984, Robert Maxwell rechazó una oferta de 10 millones de libras por el club. En 1989, intentó vender el club al desarrollador de propiedades Michael Knighton por 20 millones de libras. La venta se derrumbó cuando, después de tener acceso a los libros del club, Knighton no pudo recaudar los fondos para pagar el club. Sin embargo, a Knighton le dieron un puesto en la junta, y las fuentes en ese momento sugirieron que esto era a cambio de guardar silencio sobre lo que había visto en los libros.
Después de la fallida venta, los otros directores del club persuadieron a Edwards para que ingresara al club en el mercado de valores. Esto recaudó fondos significativos para la mayoría de accionistas existentes, como Edwards. Ser una empresa pública no tuvo el efecto estabilizador que originalmente se esperaba. El club estuvo sujeto a propuestas de adquisición por parte de BSkyB de Rupert Murdoch, y Edwards, según se informa, estaba de acuerdo en vender su participación por £ 98 millones. Edwards eliminó gradualmente su capital en el club y renunció como Director Ejecutivo en 2000, y nombró a Peter Kenyon como su sucesor.
Mientras tanto, sus esfuerzos ayudaron al Manchester United a disfrutar de algunos de los mejores momentos de su historia durante los años 90 y 2000. El nombramiento de Alex Ferguson como entrenador en 1986 fue, de hecho, el punto de inflexión en la historia del United después de dos décadas de relativa mediocridad, pero tomó tiempo para que las cosas mejoraran.
El equipo terminó segundo en liga en la temporada 1987–88 —la primera temporada completa de Ferguson como mánager—, y en esta época Edwards puso a disposición millones de libras para fortalecer al equipo con la readquisición de Mark Hughes y la firma de jugadores de alto perfil, incluidos Brian McClair, Gary Pallister, Paul Ince, Neil Webb y Danny Wallace. Sin embargo, al finalizar la temporada 1988-89 en el puesto 11, se puso a prueba la paciencia de los aficionados del club y, a medida que 1989 se acercaba a su fin, la forma de United era muy mediocre —ocuparon el lugar 15 en liga el día de Navidad— donde hubo continuas llamadas de la fanáticos a Alex Ferguson para que fuera despedido. Los aficionados también exigieron la renuncia de Edwards. Sin embargo, Edwards se mantuvo al lado del mánager e insistió en que el tema de la despedida de Ferguson nunca fue un tema de debate. Mientras Edwards admitió que estaba decepcionado por la falta de progreso en la liga, comprendió las razones de la decepción, que en gran medida fue negativa a una serie de lesiones de jugadores clave, y dijo que estaba contento con Ferguson por su reorganización del equipo.
La decisión de Edwards de permanecer leal a Ferguson dio sus frutos en la temporada 1989-90 cuando el United levantó la FA Cup para terminar su sequía de cinco años por un trofeo importante. Un año más tarde, el United ganó la Recopa de Europa. En 1992, el United ganó su primera Copa de la Liga, y un año más tarde, terminaron sus 26 años de espera para obtener el título de liga cuando se coronaron campeones de la Premier League inaugural. Un doblete siguió un año después. La temporada 1994-95 fue una decepción relativa para Edwards y, de hecho, todos los demás se conectaron a United, ya que quedaron fuera tanto de la carrera por el título de liga como de la FA Cup y se quedaron sin trofeos, pero el United se recuperó el año siguiente para ganar un segundo doble, algo histórico. En esta etapa, Edwards pudo recaudar los fondos para que el United rompiera el récord de transferencia nacional en dos ocasiones en un periodo de 18 meses: el movimiento de £ 3.75 millones por Roy Keane en la temporada de cierre de 1993, y el movimiento de £ 6 millones por Andy Cole en enero de 1995. El éxito continuó durante el resto de la década con otro título de liga en 1997 y un triplete histórico en Inglaterra ganando la Premier League, la FA Cup y la Copa de Europa en 1999. Al final de la década, Edwards había puesto a disposición el dinero para que el United realice los dos primeros fichajes de ocho cifras de su historia: el defensor Jaap Stam y el delantero Dwight Yorke.
En la temporada 1998-99, aceptó una oferta de £ 623 millones de BSkyB para hacerse cargo del Manchester United, pero la adquisición se canceló después de que la Comisión de Monopolios y Fusiones lo bloqueó. El dúo irlandés conformado por J.P. McManus y John Magnier también crearon una participación significativa en el club. Sin embargo, el club continuó teniendo un éxito sin precedentes en el campo de fútbol a pesar de una relación incómoda entre el entrenador Alex Ferguson y Martin Edwards. El éxito continuó en el siglo XXI, ya que el United retuvo el título de la Premier League en 2000 con un margen récord de 18 puntos y ganó su tercer título consecutivo al año siguiente.
Edwards le permitió al United romper el récord de transferencia nacional dos veces en 2001 cuando contrataron al delantero holandés Ruud van Nistelrooy y al mediocampista argentino Juan Sebastián Verón, pero se vio obligado a renunciar como presidente en noviembre de 2002, luego de las acusaciones de utilizar una prostituta en un negocio oficial del club en Suiza. A pesar de esto, continuó representando al club en las reuniones de la FA y la UEFA.
Vendió su participación del 6,7% del club al nuevo inversor Harry Dobson en 2003. Edwards también formó parte de los «5 Grandes», que impulsaron la formación de la Premier League y se alejó de la FA.

## Controversias

### Negocios
Ha estado sujeto a varias acusaciones de periódicos sobre su vida privada, en varios asuntos. Se alegó que usaba prostitutas mientras trabajaba en clubes, en Gran Bretaña, Brasil y más recientemente en Suiza.

### Incidente del baño
Edwards recibió una caución de la policía luego de un incidente en el Mottram Hall Hotel, cerca de Macclesfield, Cheshire, el 17 de agosto de 2002. Una mujer de unos 40 años afirmó que había entrado en los baños de mujeres y había espiado bajo uno de los cubículos.
Renunció a la junta directiva del Manchester United poco después de que se filtrara la noticia de la caución, y se retiró como presidente siete meses después. Después del incidente, se presentaron otros testigos que indicaban que ellos también habían sido víctimas de un comportamiento similar en los baños de Old Trafford.

### Conducción imprudente
En julio de 2005, Edwards fue declarado culpable de conducir imprudentemente, luego de haber estado involucrado en una colisión frontal cerca de Conwy, Gales del Norte, en abril. Acababa de abandonar la A55 cerca del club de golf de Conwy, y dobló a la derecha en sentido contrario de la carretera. En una carta a la corte, Edwards explicó cómo había asumido que estaba en un camino de ida después de salir de la autopista. El conductor del otro automóvil, un Vauxhall Corsa, resultó gravemente herido en el accidente, después de que su automóvil hubiera colisionado con el Mercedes-Benz de Edwards. Fue multado con £ 500 más £ 45 en costos de procesamiento, además de recibir cinco puntos en su licencia de conducir.